# Torben Grael
Torben Schmidt Grael (San Paolo, 22 luglio 1960) è un velista brasiliano, tra i più vittoriosi nella storia della vela.

## Carriera
Soprannominato Turbine e Mago del vento, Torben Grael è uno dei velisti più vincenti dello sport mondiale: ha conquistato cinque medaglie in cinque edizioni differenti dei Giochi olimpici (fatta eccezione per il 1992, da Los Angeles 1984 ad Atene 2004, e in quest'ultima fu portabandiera) ed ha conquistato il titolo di campione del mondo in sei occasioni.
Grael ha vinto la Louis Vuitton Cup 2000 a bordo di Luna Rossa, ricoprendo il ruolo di tattico. Ha pertanto partecipato alla sfida finale dell'America's Cup 2000, perdendo però contro Team New Zealand. Successivamente ha partecipato alle edizioni 2003 e 2007, sempre a bordo dell'imbarcazione italiana.
Torben Grael si è aggiudicato l'edizione 2009 della Volvo Ocean Race, al timone di Ericsson 4. Nell'edizione precedente, aveva concluso la competizione al terzo posto, alla guida di Brasil 1.
Nel palmarès di Torben Grael figurano due medaglie ai Giochi panamericani: un oro nell'edizione 1983 ed un bronzo nel 1987.
Nel 2009 è stato nominato velista mondiale dell'anno ISAF, il più prestigioso riconoscimento conferito ai velisti dalla Federazione Internazionale della Vela.

## Palmarès
- Giochi olimpici

 Argento - Los Angeles 1984 - Soling
 Bronzo - Seoul 1988 - Star
 Oro - Atlanta 1996 - Star
 Bronzo - Sidney 2000 - Star
 Oro - Atene 2004 - Star
- America's Cup

Vittoria della Louis Vuitton Cup 2000 con Luna Rossa (tattico)
- Volvo Ocean Race

 3º posto - edizione 2007/2008 con Brasil 1
 1º posto - edizione 2008/2009 con Ericsson 4
- Campionati Mondiali

 Oro - Cleveland 1978 - Snipe
 Oro - Porto 1983 - Snipe
 Argento - Sarnia 1985 - Soling
 Oro - La Rochelle 1987 - Snipe
 Argento - Karatsu 1989 - Snipe
 Oro - Cleveland 1990 - Star
 Argento - Cannes 1991 - Star
 Argento - Newport 1991 - One Tonner
 Bronzo - Sitonia 1991 - 3/4 Tonner
 Oro - Skovshoved 1992 - One Tonner
 Bronzo - San Diego 1994 - Star
 Argento - Laredo 1995 - Star
 Bronzo - Rio de Janeiro 1996 - Star
 Argento - Portorose 1998 - Star
 Oro - Saint-Tropez 1999 - 12 Metri SI
 Argento - Marina del Rey 2002 - Star
 Argento - Buenos Aires 2005 - Star
 Oro - Rio de Janeiro 2010 - Star
- Campionati Europei

 Oro - Travemünde 1989 - Star
 Oro - Balaton 1990 - Star
 Oro - Palermo 1991 - Star
 Bronzo - Strande 1998 - Star
 Oro - Marsiglia 2001 - Star
 Oro - Cascais 2003 - Star
- Giochi panamericani

 Oro - Caracas 1983 - Soling
 Bronzo - Indianapolis 1987 - Soling